# Charles Muhr
Charles Muhr fue un deportista suizo que compitió en remo como timonel. Ganó cuatro medallas en el Campeonato Europeo de Remo entre los años 1911 y 1913.

## Palmarés internacional
| Campeonato Europeo | Campeonato Europeo | Campeonato Europeo | Campeonato Europeo |
| Año                | Lugar              | Medalla            | Prueba             |
| ------------------ | ------------------ | ------------------ | ------------------ |
| 1911               | Como (Italia)      | Medalla de plata   | Dos con timonel    |
| 1912               | Ginebra (Suiza)    | Medalla de oro     | Cuatro con timonel |
| 1912               | Ginebra (Suiza)    | Medalla de oro     | Ocho con timonel   |
| 1913               | Gante (Bélgica)    | Medalla de oro     | Cuatro con timonel |